# Cherasco
Cherasco är en ort och kommun i provinsen Cuneo i regionen Piemonte i Italien. Kommunen hade 9 290 invånare (2018).